# Де Арриага, Каулза
Кау́лза Оливе́йра де Арриа́га (порт. Kaúlza Oliveira de Arriaga; 18 января 1915, Порту — 3 февраля 2004, Лиссабон) — португальский военный, государственный и политический деятель. Видный правительственный чиновник авторитарных режимов Салазара и Каэтану. Активный участник португальской колониальной войны, командующий португальскими войсками в Мозамбике. Противник Португальской революции 1974 года, правый политический деятель, основатель национал-консервативного движения MIRN.

## На службеEstado Novo
Родился в семье известного скульптора. Его отец Мануэл душ Сантуш Лима де Арриага Нунеш был родом с острова Пику (Азорские острова), мать Фелисидад Эужения Мартинш де Оливейра происходила из семьи португальских бразильцев. Каулза де Арриага окончил Университет Порту с дипломом математика и инженера. В 1935 году добровольно поступил на армейскую службу, в 1939 году окончил Военную академию. В 1949 году завершил образование на курсах Генерального штаба. Специализировался в сферах командного управления сухопутными войсками и ВВС, а также военного строительства.
В середине 1950-х годов Каулза де Арриага занимал административные должности в министерстве обороны, был государственным секретарём по военной авиации и по атомной энергетике. Инициировал важные преобразования в структуре вооружённых сил Португалии — реформу призыва, объединение ВВС и десантных войск.
Каулза де Арриага был убеждённым сторонником премьер-министра Антониу ди Салазара, Нового государства — Estado Novo — и концепции лузотропикализма. В апреле 1961 года он, наряду с президентом Америку Томашем, сыграл ключевую роль в срыве попытки государственного переворота, инициированной министром обороны Жулиу Ботелью Монишем.

## Генерал африканской войны
В 1969 году генерал Каулза де Арриага возглавил командование сухопутными войсками в мозамбикской колониальной войне. С 1970 — главнокомандующий португальскими вооружёнными силами в в Мозамбике. Летом 1970 руководил операцией «Гордиев узел» — крупнейшей акцией португальской колониальной войны в Африке 1961—1974. Португальские войска нанесли серьёзное поражение отрядам ФРЕЛИМО, разрушив инфраструктуру марксистских партизан в северных районах Мозамбика. Военный успех португальцев был публично признан ФРЕЛИМО.
Наблюдатели отмечали, что Каулза де Арриага применял американские контрповстанческие методы более успешно, чем сами американцы во Вьетнаме. При этом он широко привлекал лояльных мозамбикцев и уделял особое внимание социально-экономическому оживлению взятых под контроль территорий. Под командованием Каулзы де Арриаги служила дочь Жорже Жардина, известная спортсменка-парашютистка Мария ду Карму Жардин.
Подчинённые Каулзе де Арриаге войска были известны не только боевыми успехами, но и жестокостью расправ с членами и сторонниками ФРЕЛИМО. На Каулзу де Арриагу возлагалась ответственность за убийство португальскими солдатами четырёхсот человек близ Кахора-Баса в 1972.
В 1973 году Каулза де Арриага вернулся в Португалию. Он отстаивал традиции салазаризма, выступал за военное решение в колониях, ужесточение политического режима в метрополии, подавление оппозиционного подполья. Осуждал реформаторские планы генерала Спинолы, считал «подрывными элементами» легальных оппозиционеров типа Франсишку Са Карнейру. В марте 1974 года Каулза де Арриага планировал упреждающий переворот — отстранение от власти Марселу Каэтану и установление более жёсткого правоавторитарного режима.

## Политзаключённый революции
Португальскую революцию 25 апреля 1974 года Каулза де Арриага встретил крайне враждебно. Участвовал в создании ультраправого контрреволюционного Движения португальского действия. 28 сентября 1974, после поражения демонстрации «молчаливого большинства», он был арестован революционными властями и без предъявления обвинения содержался в тюрьме почти полтора года. Мотивация ареста была исключительно политической:

Генерал Каулза де Арриага, с его волей и авторитетом, был способен возглавить движение, препятствующее деколонизации Анголы и Мозамбика. Поэтому он должен был находиться в тюрьме, пока эти африканские территории не обретут независимость.

Освобождён в январе 1976 года, после того как события 25 ноября 1975 изменили политическую ситуацию в стране в пользу правых сил. В марте 1977 Каулза де Арриага подал иск с требованием объяснений и компенсации морального ущерба за незаконное лишение свободы. После десятилетнего разбирательства, в июне 1987, было вынесено судебное решение: арест признавался незаконным, произвольным и политически мотивированным.

## Крайне правый лидер
Арест и заключение не позволили Каулзе де Арриаге участвовать в вооружённом сопротивлении коммунизму и левому радикализму. К моменту его освобождения этап силового противостояния оставался уже позади. Однако Каулза ди Арриага включился в политику на крайне правом фланге.
В конце 1976 года он учредил Независимое движение за национальную реконструкцию (MIRN), выступавшее с позиций национализма и консерватизма. 27 июля 1979 года MIRN было преобразовано в политическую партию. На парламентских выборах 1980 года MIRN выступало в коалиции с Христианско-демократической партией Жозе Саншеша Озориу. За пределами Португалии влиятельным союзником Каулзы де Арриаги и финансистом MIRN являлся председатель западногерманского ХСС Франц Йозеф Штраус.
Создание MIRN вызвало тревогу среди левых политиков. Каулза де Арриага по-прежнему воспринимался ими как весьма опасный противник, способный мобилизовать крайне правые силы. Его политическая активность была замечена в СССР, пропагандистские органы выражали обеспокоенность, хотя констатировали, что «пока у Каулзы де Арриаги явно недостаточно сторонников».
Однако MIRN не смогло завоевать популярность в стране. Каулза де Арриага позиционировался как «правый социальный демократ, антимарксист и антиэкстремист». Но его репутация оставалась откровенно салазаристской, а данная идеология отторгалась даже консервативной частью португальского общества. Кроме того, программное требование MIRN об усилении власти главы государства выглядело ситуативно нелогичным — президентом Португалии являлся тогда Рамалью Эанеш, олицетворявший продолжение «апрельского курса».
Несмотря на победу правых сил в 1980 году, партия Каулзы де Арриаги потерпела сокрушительное поражение, получив около 0,4 % голосов. Правоориентированные избиратели отдали предпочтение Демократическому альянсу премьера Са Карнейру. С 1984 года деятельность MIRN практически сошла на нет. В 1997 партия официально прекратила существование (активисты MIRN участвовали в создании националистической Партии национального обновления в 2000 году).

## Ветеран-публицист
С середины 1980-х Каулза де Арриага сосредоточился на литературе и публицистике. Он написал ряд работ историко-философского характера, профессиональные очерки о войне в Африке. Активно участвовал в политической полемике — в частности, характеризовал войну в Мозамбике как законное и справедливое противостояние коммунистической агрессии, отрицал военные преступления с португальской стороны. Резко критиковал идеи европейской интеграции с правонационалистических позиций, характеризовал Маастрихтский договор как нечто «худшее, чем 25 апреля».
Генерал Каулза де Арриага возглавлял консервативную организацию ветеранов португальской армии. За годы военной службы он был удостоен ряда португальских, бразильских, французских и американских наград. Состоял в католическом Ордене Святого Гроба Господнего Иерусалимского.
Похоронен в лиссабонском районе Празереш.

## Идеолог авторитарного консерватизма
Каулза де Арриага до конца оставался ультраконсерватором, приверженцем идеологии и практики Салазара и его системы, убеждённым антикоммунистом, непримиримым противником Апрельской революции 1974. Признавая в принципе неизбежность демократизации Португалии («по западным образцам»), он негативно относился к революционным преобразованиям, считая их разрушительными для общества. Интересно, что с этих позиций Каулза де Арриага критиковал и горбачёвскую перестройку.

Эволюция к более либеральной и демократической системе могла бы заслуживать похвалы и поддержки. Но свержение режима оказалось нападением на отечество, объявлением войны стране. Эту войну вели социализм и коммунизм, служившие иностранным интересам. Демократия в Португалии должна была уважать традиции нашей родины. Кроме того, в любом случае молниеносное введение свободы редко приводит к демократии. Это показывает история от Французской революции до нынешней советской декоммунизации.

Каулза де Арриага

## Семья
Каулза де Арриага был женат на Марии ду Карму Фернандеш Формигал, дочери португальского землевладельца. В браке имел пятерых детей. Мария Тереза Формигал де Арриага, дочь Каулзы де Арриаги, была второй женой крупного португальского политика Педру Сантаны Лопеша — председателя Социал-демократической партии и премьер-министра в 2004—2005 годах, мэра Лиссабона в 2005 году.

## Награды
| Страна     | Дата                           | Награда                                                 | Награда                                                 | Литеры |
| ---------- | ------------------------------ | ------------------------------------------------------- | ------------------------------------------------------- | ------ |
| Португалия | 10 ноября 1950 —               | Офицер Военного ордена Святого Бенедикта Ависского      | Офицер Военного ордена Святого Бенедикта Ависского      | OA     |
| Испания    | 20 июня 1953 —                 | Кавалер Креста Военных заслуг 2 класса белого дивизиона | Кавалер Креста Военных заслуг 2 класса белого дивизиона |        |
| Бразилия   | 21 января 1956 —               | Гранд-офицер ордена Военных заслуг                      | Гранд-офицер ордена Военных заслуг                      |        |
| США        | 17 ноября 1958 —               | Командор Легиона почёта                                 | Командор Легиона почёта                                 |        |
| Франция    | 3 ноября 1960 —                | Гранд-офицер ордена Почётного легиона                   | Гранд-офицер ордена Почётного легиона                   |        |
| Португалия | 3 января 1961 —                | Гранд-офицер ордена Инфанта дона Энрике                 | Гранд-офицер ордена Инфанта дона Энрике                 | GOIH   |
| Португалия | 19 декабря 1962 —              | Кавалер Большого креста                                 | ордена Христа                                           | GCC    |
| Португалия | 5 марта 1959 — 19 декабря 1962 | Гранд-офицер                                            | ордена Христа                                           | GOC    |
| Португалия | —                              | Медаль ВВС Португалии «За авиационные заслуги»          | Медаль ВВС Португалии «За авиационные заслуги»          |        |